# Jerzy Szloser
Jerzy Szloser (ur. 25 czerwca 1930, zm. 28 listopada 1993) – polski żeglarz, instruktor i popularyzator żeglarstwa.

## Życiorys
Przed II wojną światową był członkiem Yacht Klubu Polski. Naukę pobierał m.in. od komandora Mieczysława Kusnerza. Pod koniec lat 40. XX wieku pełnił funkcje instruktora na obozach żeglarskich organizowanych w Jastarni. Startował w tym czasie w regatach w klasie O. W 1950 władze komunistyczne zlikwidowały Yacht Klub Polski, w związku z czym z częścią kadr przeszedł do CWKS. Kilkakrotnie zdobywał mistrzostwo Polski, najpierw w klasie O, a potem w klasie Finn (np. w 1959 w Sopocie). W 1953 startował w pierwszych po II wojnie światowej międzynarodowych regatach żeglarskich w Olsztynie. Był reprezentantem Polski na zawodach międzynarodowych. Otrzymał odznakę "Mistrz Sportu". Był członkiem polskiej kadry narodowej i olimpijskiej oraz trenerem w Polskim Związku Żeglarskim. Startował też w bojerowej klasie Monotyp XV. 
Pogrzeb na warszawskim cmentarzu we Włochach odbył się 7 grudnia 1993.